# Gottlob Berger
Gottlob Christian Berger (Gerstetten, 16 juli 1896 – Stuttgart, 5 januari 1975) was een Duitse SS-Obergruppenführer en General in de Waffen-SS die vanaf 1939 hoofd was van het SS-Hauptamt.
Berger kan in veel opzichten als geestelijk vader van de Waffen-SS worden gezien, omdat hij verantwoordelijk was voor de rekrutering. Hij stelde zijn protegé Oskar Dirlewanger aan als leider van het Sonderkommando Dirlewanger, een bataljon veroordeelde criminelen, dat vele oorlogsmisdaden zou plegen. In de eindfase van de Tweede Wereldoorlog kwam het plan om 50.000 Oost-Europese kinderen te ontvoeren en tot slaaf te maken, de zogenaamde Heuaktion, uit zijn koker. Berger werd in augustus 1944 benoemd tot bevelhebber in Slowakije om de daar ontstane opstand neer te slaan. Een maand later werd hij stafchef van de Volkssturm en generaal-inspecteur van de krijgsgevangenkampen.
Na de oorlog werd Berger tijdens het Wilhelmstraßenproces wegens onder andere oorlogsmisdaden en lidmaatschap van een misdadige organisatie tot een gevangenisstraf van 25 jaar veroordeeld. In 1951 werd hij voortijdig vrijgelaten.

## Carrière
Berger bekleedde verschillende rangen in zowel de Allgemeine-SS als Waffen-SS. De volgende tabel laat zien dat de bevorderingen niet synchroon liepen.
| Datum                                              | Deutsches Heer                         | Sturmabteilung      | Allgemeine-SS        | Waffen-SS                       | Heer                    |
| -------------------------------------------------- | -------------------------------------- | ------------------- | -------------------- | ------------------------------- | ----------------------- |
| 6 augustus 1914                                    | Kriegsfreiwilliger                     | —                   | —                    | —                               | —                       |
| 24 december 1914                                   | Gefreiter                              | —                   | —                    | —                               | —                       |
| 25 februari 1915                                   | Unteroffizier                          | —                   | —                    | —                               | —                       |
| 2/20 oktober 1915                                  | Vizefeldwebel en Offiziers-Aspirant    | —                   | —                    | —                               | —                       |
| 6 november 1916                                    | Leutnant der Reserve                   | —                   | —                    | —                               | —                       |
| 5 februari 1921                                    | Charakter als Oberleutnant der Reserve | —                   | —                    | —                               | —                       |
| 1 januari 1931 - 15 januari 1931                   | —                                      | SA-Sturmführer      | —                    | —                               | —                       |
| 15 januari 1931 - 18 december 1931                 | —                                      | SA-Sturmbannführer  | —                    | —                               | —                       |
| 10 februari 1931 (met Patent vanaf 1 januari 1931) | —                                      | SA-Standartenführer | —                    | —                               | —                       |
| 15 oktober 1932                                    | —                                      | SA-Oberführer       | —                    | —                               | —                       |
| 1 juli 1936                                        | —                                      | —                   | —                    | —                               | Hauptmann der Reserve   |
| 30 januari 1936                                    | —                                      | —                   | SS-Oberführer        | —                               | —                       |
| 10 november 1938                                   | —                                      | —                   | —                    | —                               | Rittmeister der Reserve |
| 20 april 1940 - 20 april 1939                      | —                                      | —                   | SS-Brigadeführer     | —                               | —                       |
| 15 augustus 1940                                   | —                                      | —                   | —                    | Generalmajor in de Waffen-SS    | —                       |
| 3 mei 1940 - 1939                                  | —                                      | —                   | —                    | —                               | Major der Reserve       |
| 20 april 1941 - 20 april 1942                      | —                                      | —                   | SS-Gruppenführer     | Generalleutnant in de Waffen-SS | —                       |
| 21 juni 1943                                       | —                                      | —                   | SS-Obergruppenführer | General in de Waffen-SS         | —                       |

## Lidmaatschapsnummers
- NSDAP-nr.: 426 875[17] (lid geworden 6 februari 1922, opnieuw lid 1 januari 1931[14][8][21])
- SS-nr.: 275 991[17] (lid geworden 30 januari 1936[15][10])

## Onderscheidingen
Selectie:

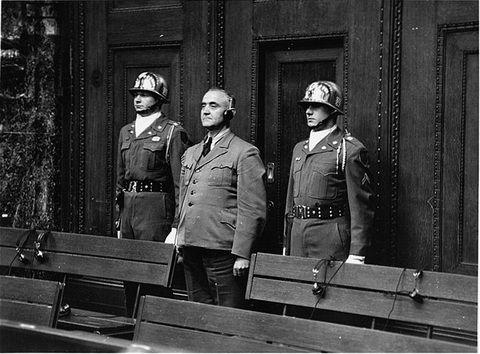
Gottlob Berger tijdens de Wilhelmstraßenproces, waar hij veroordeeld werd tot een gevangenisstraf van 25 jaar, maar weer vrijgelaten in 1951.

- Gouden Ereteken van de NSDAP op 30 januari 1943[22][8][19]
- Ridderkruis van het Kruis voor Oorlogsverdienste op 26 september 1944[22][8][14] als SS-Obergruppenführer en Generaal in de Waffen-SS en Chef van het Ergänzungswesens van de Waffen-SS[23][10][19]
- Duitse Kruis in zilver[8] op 1 juli 1943[10][22][8][14][24] als SS-Gruppenführer en Generalleutnant in de Waffen-SS en Chef van het Ergänzungswesens van de Waffen-SS[23][19]
- Herhalingsgesp bij IJzeren Kruis 1939, 1e Klasse (18 september 1944[19][23][8][22]) en 2e Klasse (15 september 1944[19][23][8][22])[25]
- Duits Olympisch Ereteken, 1e Klasse op 16 augustus 1936[25][8][14][10]
- Orde van het Vrijheidskruis, 1e Klasse met Zwaarden op 10 september 1941[8][25][19]
- Commandeur der Eerste Klasse in de Orde van de Witte Roos met juwelen en Zwaarden op 26 augustus 1942[25][8], Schulz vermeldt: met Ster, zonder juwelen[19]
- Grootkruis in de Orde van de Kroon van Koning Zvonimir met Zwaarden op 7 december 1943[25] - 12 juli 1943[8][19]
- IJzeren Kruis 1914, 1e Klasse[18][14] (11 augustus 1918[8][25]) en 2e Klasse[14] (26 november 1914[19][8][25])
- Militair Kruis voor Moed op 5 juni 1942[25][19]
- Gouden Ereteken van de Hitlerjeugd met Eikenloof op 30 januari 1944[25][8][14][10], Schulz vermeldt: zonder Eikenloof[19]

- Bibliothèque nationale de France: cb13750706t (data)
- Gemeinsame Normdatei: 118837419
- International Standard Name Identifier: 0000 0000 6677 3998
- Library of Congress Control Number: n84020628
- Nationale Bibliotheek van Israël: 987007258518305171
- SNAC: w6q036qc
- Virtual International Authority File: 50022493
- WorldCat: E39PBJkddVWq3yw4GMmYcVBwYP